# Hrabstwo Grand Traverse

Piramida wieku hrabstwa

Grant Traverse County – hrabstwo w stanie Michigan w Stanach Zjednoczonych położone na terenie Północnego Michigan. Region ten uznawany jest za obszar popularny wśród turystów, przede wszystkim ze względu na bogactwo przyrody i bliskie sąsiedztwo wielu jezior. Na stałe zamieszkuje tam 77 654 osób na powierzchni 1557 km², z czego 352 km² to woda. 96,5% mieszkańców to ludność rasy białej, 0,93% to rdzenni Amerykanie, 0,4% to ludność rasy czarnej lub Afroamerykanie, pozostali to przedstawiciele innych ras. Głównym miastem hrabstwa jest Traverse City.

## Miasta
- Traverse City

## Wioski
- Fife Lake
- Kingsley

## CDP
- Chums Corner
- Grawn
- Interlochen